# ISO/IEC 14443

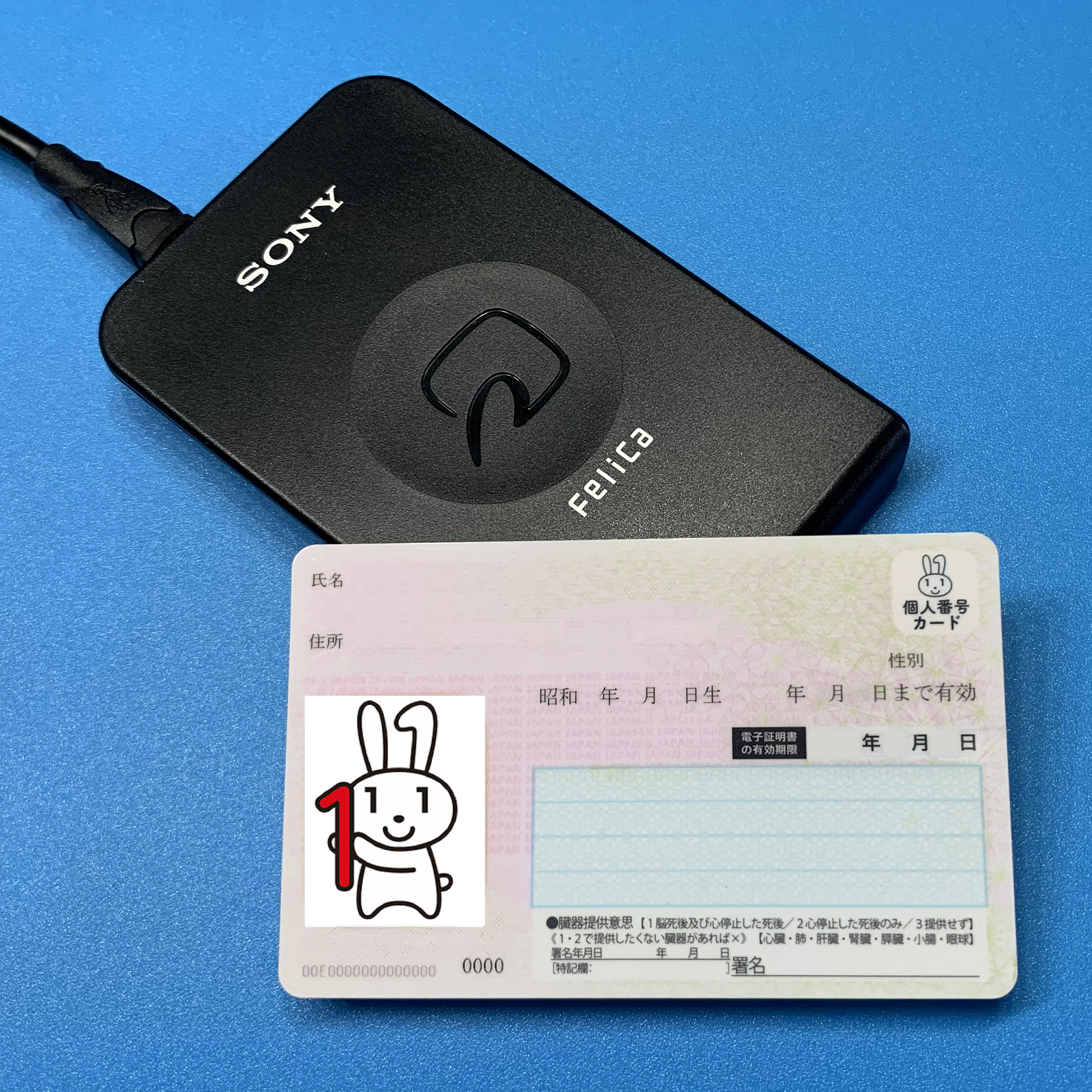
「非接触型 ICカード リーダ/ライタ」と「ICカード」の例

ISO/IEC 14443 は、小電力IC通信技術 (RFID) の国際規格。

## 規格
- Type A
  - 非接触型（アンチ・コリジョン）：ビット・コリジョン、タイム・スロット
  - MIFARE。オランダの NXPセミコンダクターズ（フィリップス）が主に開発している。世界で最も多く使われている非接触ICカード通信規格である。日本でもかつてNTTのICテレホンカードに採用されていた。また、タバコ購入用成人認証カードtaspoにも採用され、交通分野では福島県の福島交通がバスICカードに採用していた。マスターカードの非接触カード決済方式のPayPassもこの方式である。
- Type B
  - 非接触型（アンチ・コリジョン）：スロット・マーカー
  - モトローラが開発を主導。日本では個人番号カード（マイナンバーカード）、住民基本台帳カード、自動車運転免許証、在留カード、パスポートに採用されている。